# Kapelle van Haskerdijken
De Kapelle van Haskerdijken is een kerkgebouw in Haskerdijken in de Nederlandse provincie Friesland.

## Geschiedenis
De zaalkerk uit 1818 werd gebouwd op de plaats van de middeleeuwse kloosterkapel Hasker Convent. De Kapelle is een rijksmonument. De kerk heeft een driezijdig gesloten koor, rondboogvensters en een geveltoren met ingesnoerde spits. Het interieur wordt gedekt door een houten tongewelf. Boven de ingang bevindt zich een gevelsteen uit 1818:
Christo Sacrum
Anno MDCCCXVIII mense april I
restauratum est hoc templum
Ferdinando Adriano van Boelens
bonorum dominialium Quaes
toris munere in Frisia
Groning et Drenthia
funcente.
In juni 2012 is de kerk door de protestantse gemeente Heerenveen overgedragen aan de Stichting Alde Fryske Tsjerken. De kerk is in gebruik als atelier en wordt gebruikt voor rouw- en trouwdiensten, concerten en erediensten. De kerk is gelegen tussen de Rijksweg 32 en de Heeresloot en aan de pelgrimsroute Jabikspaad.

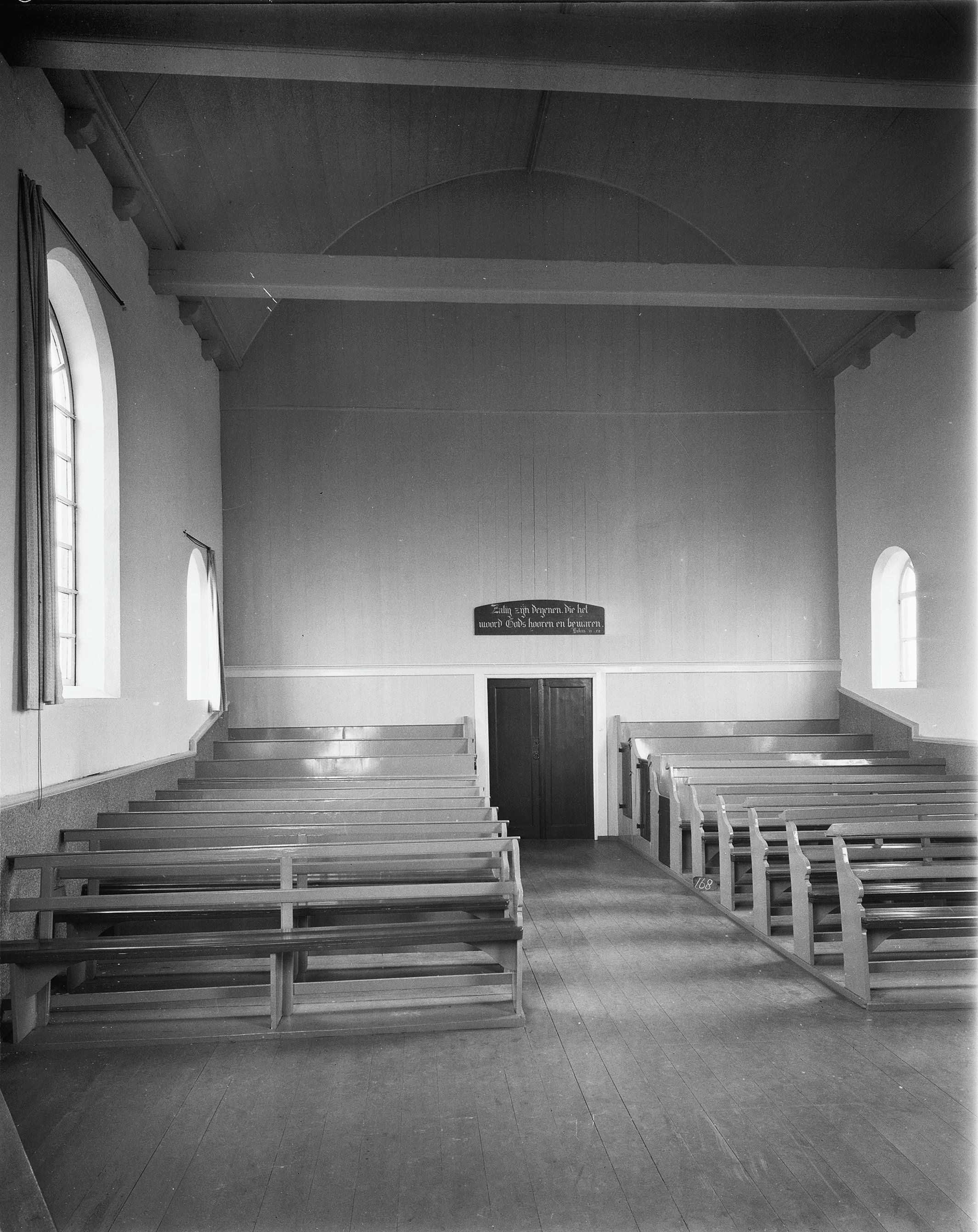
Interieur in 1959
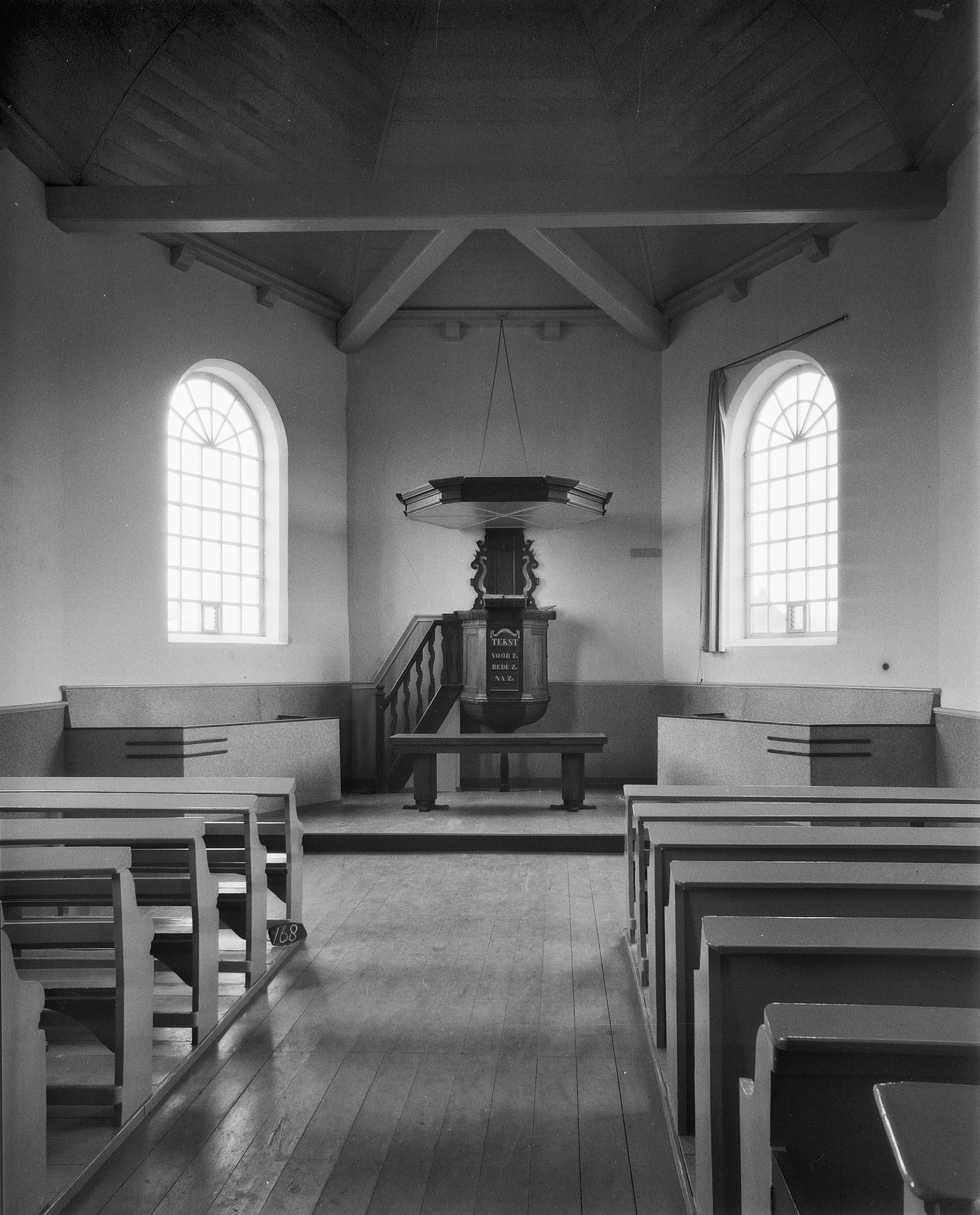
Interieur met preekstoel
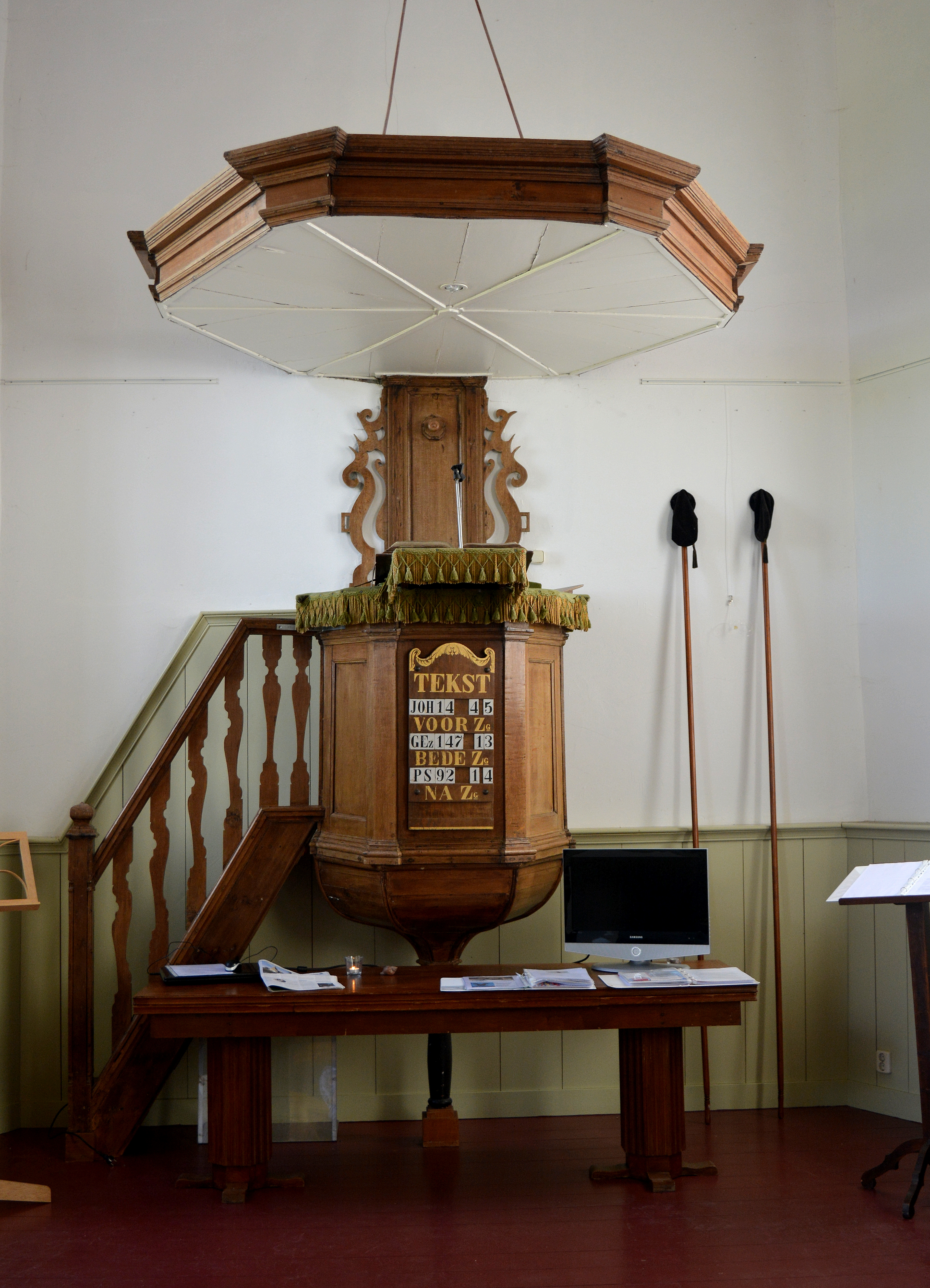
Preekstoel